# Fernández de Córdoba (estación)
Fernández de Córdoba es una estación de la Línea 1 del Metro de Panamá, ubicada en la Ciudad de Panamá, entre la estación de Vía Argentina y la estación de El Ingenio. Fue inaugurada el 5 de abril de 2014 y sirve al barrio de Vista Hermosa, corregimiento de Pueblo Nuevo. 
En su primer año de operaciones, la estación de Fernández de Córdoba es la séptima más usada en la red, recibiendo al 12% de los pasajeros en hora pico.